# Земо-Качрети
Земо-Качрети (груз. ზემო კაჭრეთი) — село в Грузии. Находится в Гурджаанском муниципалитете края Кахетия. Высота над уровнем моря составляет 670 метров. Население — 671 человек (2014).